# Mar del Tuyú

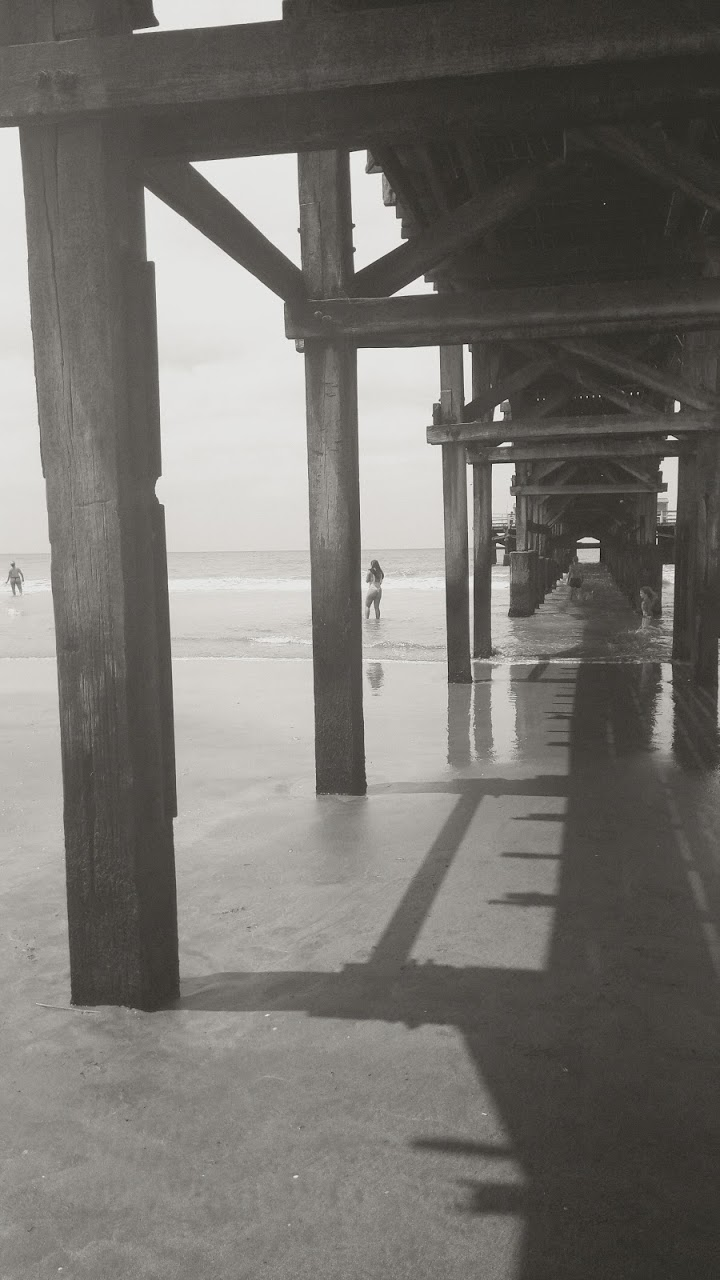
Muelle de Mar del Tuyú. Ubicado en la calle 75 y Avenida Costanera. Partido de la Costa, Buenos Aires, Argentina.

Mar del Tuyú es una ciudad balnearia y turística ubicada en la costa atlántica de la provincia de Buenos Aires, Argentina. Es la cabecera del Partido de La Costa y constituye uno de los principales destinos turísticos del litoral bonaerense.
Se encuentra a unos 320 km de la Ciudad Autónoma de Buenos Aires y se accede por la Ruta Provincial Nº 11, que conecta la región con otras localidades costeras. La ciudad cuenta con una infraestructura urbana consolidada, servicios turísticos durante todo el año y una amplia oferta de alojamiento y gastronomía.
Las playas de Mar del Tuyú se caracterizan por ser extensas y de suave pendiente, con médanos típicos de la región que actúan como barrera natural frente al viento. El entorno ofrece actividades recreativas como pesca deportiva, caminatas, deportes acuáticos y paseos en bicicleta por la costanera.
Mar del Tuyú también alberga la sede administrativa del municipio, razón por la cual posee edificios gubernamentales, centros educativos, hospitales y una activa vida cultural. La ciudad tiene una población estable que crece notablemente durante la temporada estival.

## Población
Cuenta con 8 070 habitantes (Indec, 2010), incluyendo Costa del Este. Se la incluye dentro del aglomerado Santa Teresita-Mar del Tuyú con una población de 23 283 habitantes (Indec, 2010).

## Historia
La localidad es la cabecera del Partido de la Costa a partir de 1978, fecha en la que se separó del Partido de General Lavalle. La fecha de fundación es el 24 de octubre de 1945, ubicándose en las tierras que Arturo de Elías le compró a la familia Duhau. Ese día la Dirección de Geodesia de la provincia de Buenos Aires aprobó los planos de la ciudad. Posteriormente a este acto se procedió a la subasta pública. Sin embargo los planos fueron aprobados bajo la vigencia de la ley 3487 del año 1913 que no contemplaba la creación de localidades costeras y no tenían en cuenta las características morfólogicas del terreno (que cuenta con dunas móviles).  

## Geografía
Los terrenos están dispuestos en forma de damero por la facilidad del emplazamiento y la división, dejando un espacio mínimo en las playas para uso público y de las concesiones.
En la realización de los planos no se consideró que la ciudad es costera, y con presencia de dunas móviles que pueden alcanzar 45 m de alto, las cuales están insertas dentro de una lonja dunícola de 180 km de largo y 4 km de ancho; al terreno se lo consideró para su loteo de la misma forma que en una ciudad pampeana permitiendo que cada actor actuase según su conveniencia e interés.
La avenida Costanera no se encuentra pavimentada en su totalidad y la mayoría de las calles laterales hacen de desagote de las precipitaciones y cortan el cordón dunario en las zonas donde aún se conservan (al sur y al norte de la ciudad). El centro del cordón dunario fue utilizado para construir residencias con estructuras propensas a la erosión y son afectadas por la tormenta con el peligro del socavamiento de su base.

## Deportes
El principal equipo de fútbol del departamento es el Club Social y Deportivo Mar del Tuyú, fundado en 1980 y es uno de los más importantes del Partido de La Costa.

## Atractivos turísticos

### Los óvalos
Son una de las características urbanas de Mar del Tuyú, que rompen la monotonía de las manzanas en forma de damero. En ellos se asientan bellas construcciones, centros comerciales, y el Palacio Municipal, Av. Costanera 8001, donde años atrás funcionaba el Gran Hotel Tuyú.

### Muelle de pesca
Tiene 140 m de largo y 4 metros de ancho; con un morro de 20 x 20 m para pescar. De madera dura traída del norte, con altura variable de 4 a 6 m en la superficie, ya que todos los pilotes fueron enterrados a 7 m de profundidad.
Tiene alumbrado público, alquiler de cañas, mediomundos, carnada y baños públicos.

### Faro Mar del Tuyú
Ubicado en la calle 69 y 1, sobre la azotea de un edificio que le permite estar a 25 m de altura, su luminosidad alcanza una distancia de 36 km; es de suma importancia para la navegación costera y especialmente para los barcos pesqueros. Este faro fue construido en el año 1987 por el club Náutico Partido de la Costa.

Desde la calle no es fácil de advertir y a menudo se lo confunde con una réplica de faro que adorna un restaurante cerca de allí.

### Museo Polifacético René Mermier
Aquí se hallan los más diversos objetos -4.000 piezas- varios de los cuales testimonian la historia de la región. el Patrimonio es el fruto de la labor coleccionista de su fundador, René Mermier, bohemio viajero que pasó sus últimos 15 años de vida en Mar del Tuyú.
Dirección: Plaza de las provincias Argentinas, calle 3 e/ 56 y 57 , lamentablemente el museo dejó de funcionar por un incendio que destruyó parte de su patrimonio

### Naufragio "Her Royal Highness"
Barco cuyo nombre se traduce como Su Alteza Real, había sido construido en Quebec (Canadá) en 1865 por uno de los más afamados armadores de buques de esa época. Navegando hacia los mares del sur, encalló en 1883, a 13 km del Cabo San Antonio (norte). Llamado comúnmente “barco ingles”, en la actualidad, sólo emergen sus cuadernas cuando la marea es baja.

## Fiestas culturales

### Fiesta Provincial de la Náutica y el Mar
Se realiza todos los años durante el primer fin de semana de noviembre en el escenario de la plaza de La Cultura enCalle 69 y calle 4. 
Incluye actividades culturales, trayendo diversos artistas locales, regionales y Nacionales, se realiza la elección de la Reina y posee un gran paseo gastronómicos y artesanal. La misma es organizada por la Asociación civil Comisión Pro Mar del Tuyu, también es la organizadora del desfile cívico e institucional de la localidad que se realiza cada 24 de octubre. Actual presidente de la Comisión de festejos de Mar del tuyu año 2017 Sra Natalia Coronel.

### Fiesta Patronal Stella Maris
Constituye una festividad religiosa local. Se realiza todos los 2 de febrero en la Capilla Stella Maris (Calle 4 entre calles 63 y 62). Incluye actividades de procesión, bendición de la imagen de Stella Maris y la visita del Obispo de la Diócesis de Chascomús.

## Imágenes

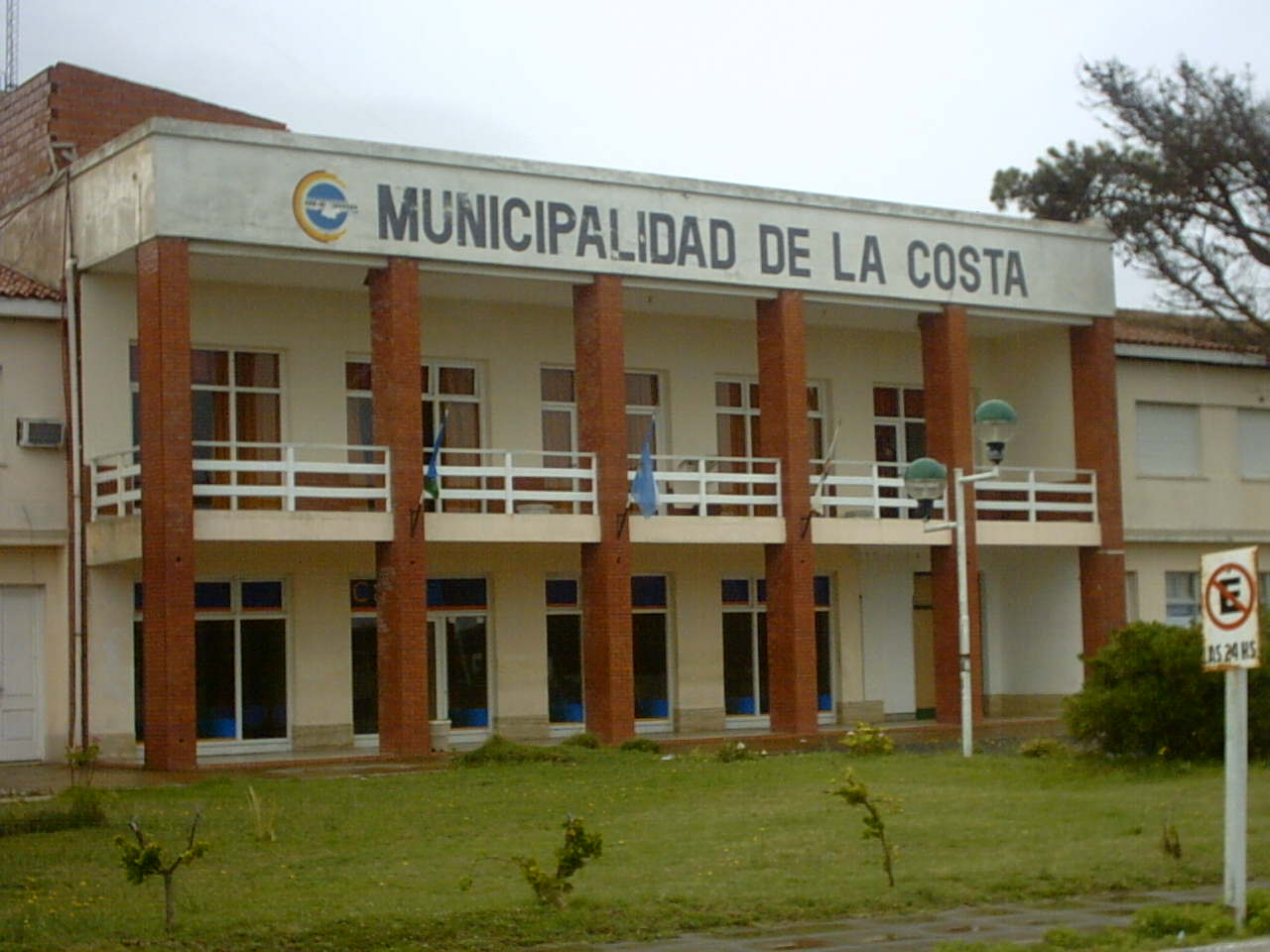
Municipalidad del Partido de La Costa, ubicada en la ciudad, sobre la Avenida Costanera al 8001.
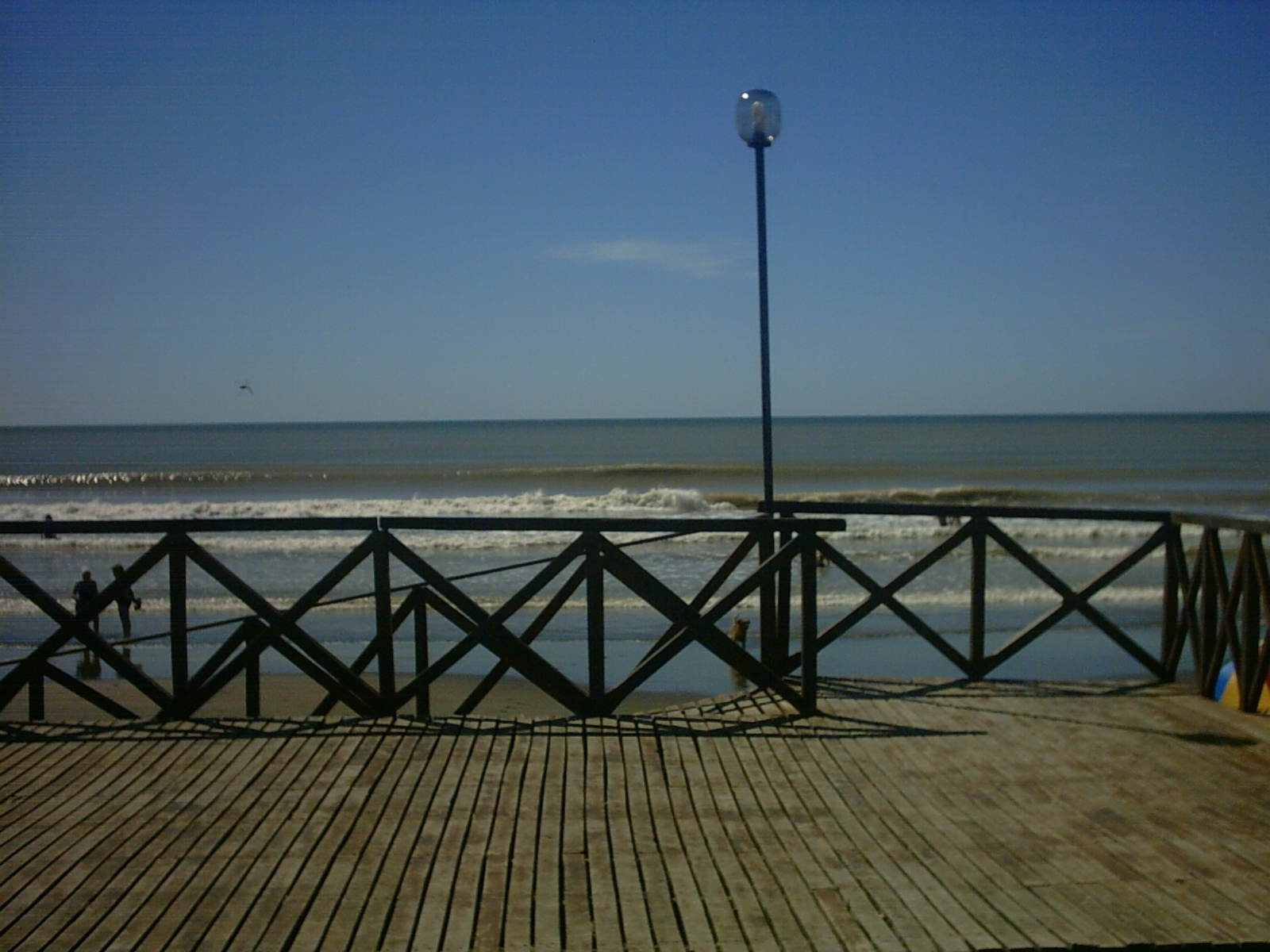
Vista de la rambla sobre la playa, a la altura de la Avenida 58, que constituye el acceso norte a la ciudad desde la RP 11.
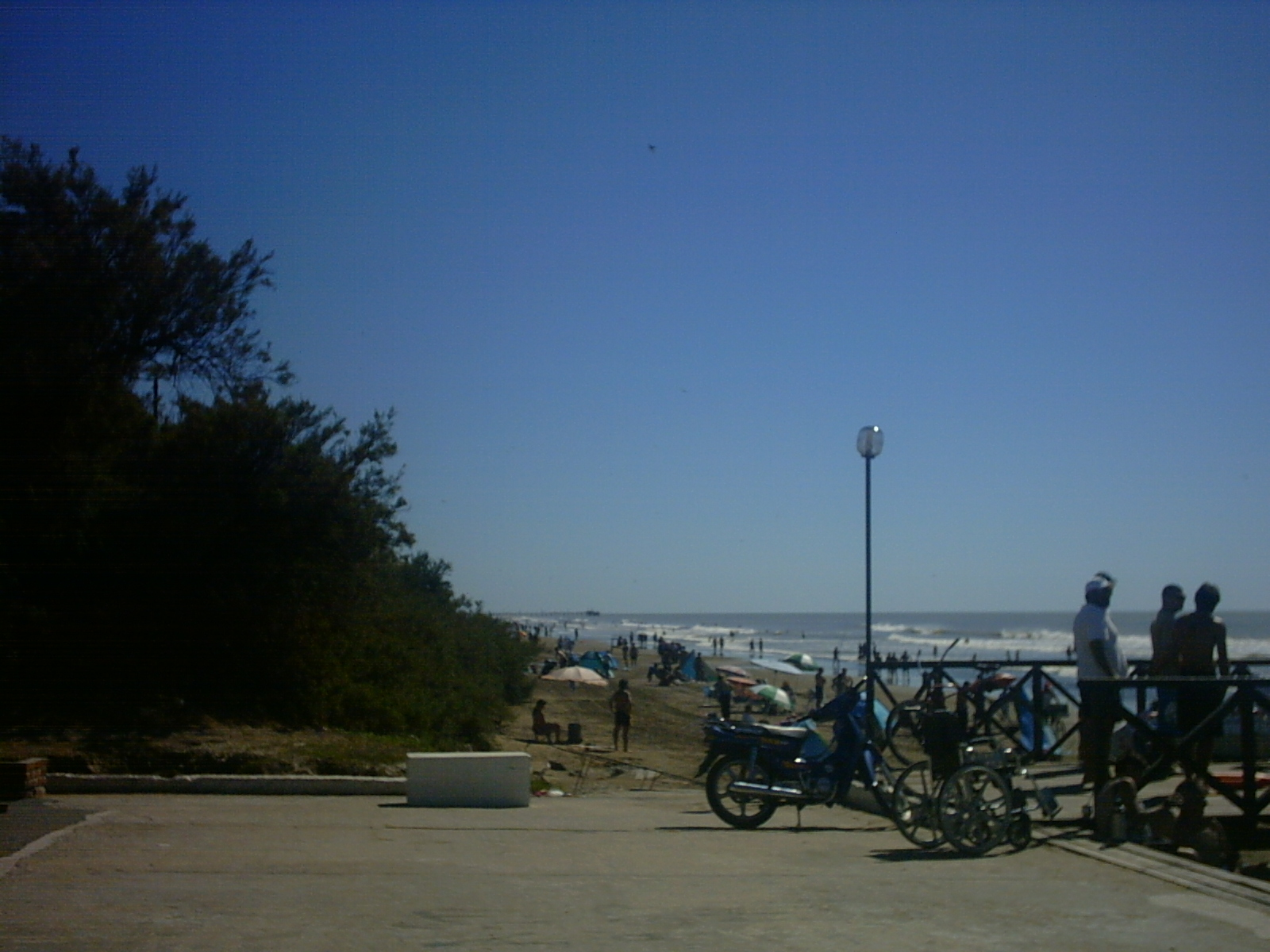
Vista de la rambla hacia el norte a la altura de la Avenida 58. Al fondo se puede observar el muelle de pesca de Santa Teresita, localidad ubicada consecutivamente al norte de Mar del Tuyú.